# Fundación
Fundación je rijeka u Kolumbiji. Ulijeva se u Karipsko more.